# Isotomus syriacus
Isotomus syriacus är en skalbaggsart som först beskrevs av Maurice Pic 1902.  Isotomus syriacus ingår i släktet Isotomus och familjen långhorningar. Inga underarter finns listade i Catalogue of Life.